# Belle de Pontoise
Belle de Pontoise est un cultivar de pommier domestique.

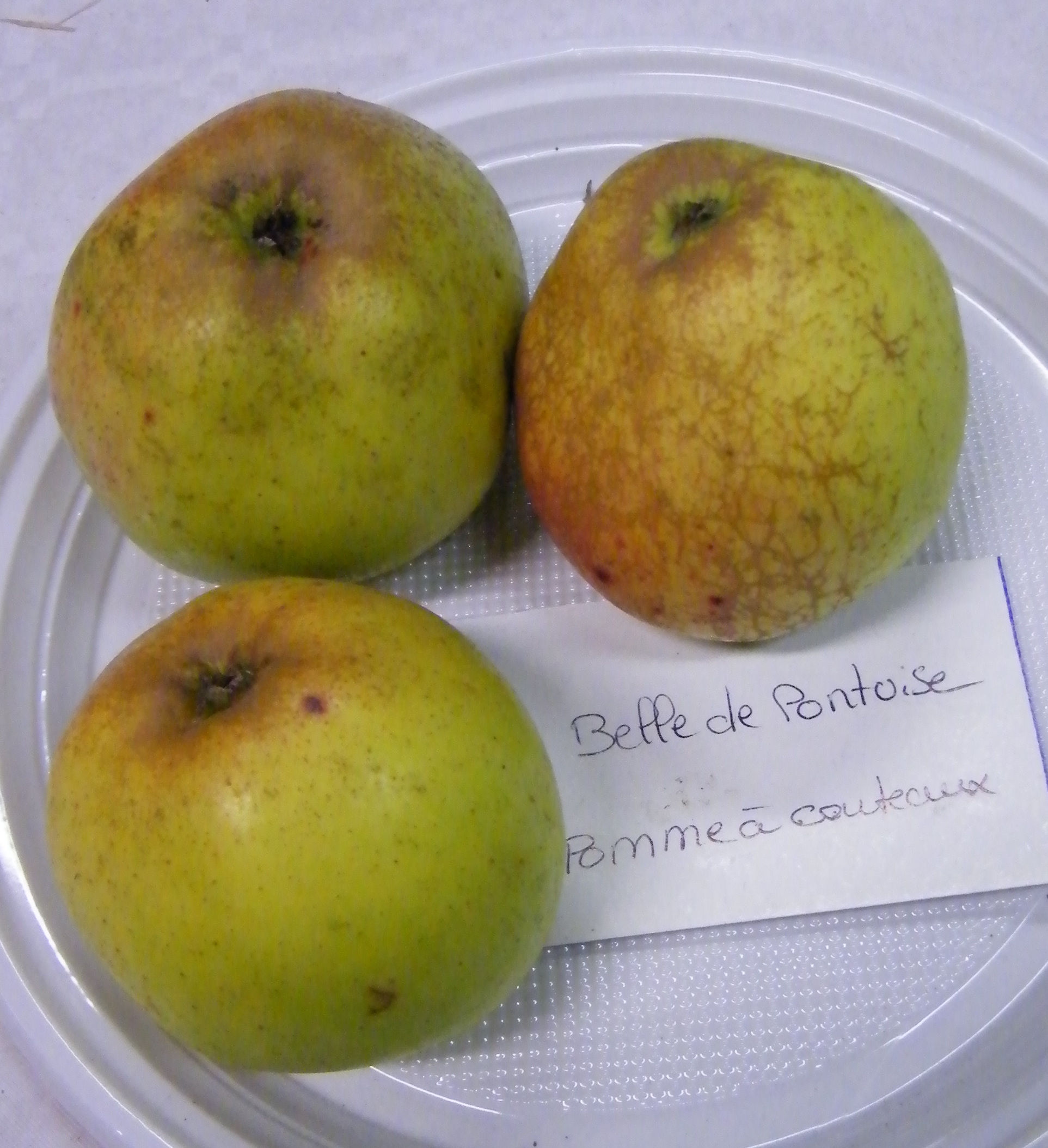
Belle de Pontoise.

## Description

### Fruit
- Usage : à couteau
- Calibre : très gros, sphérique, parfois sphérico-conique, parfois tronqué à la base, anguleux dans son pourtour peu régulier[1].
- Épiderme : lisse, jaune blanchâtre, teinté et granité de rouge carminé, bien strié et marbré de rouge cerise vif, parsemé de points gris blanchâtre, plaqué de fauve dans la cavité caudale.
- Chair : blanchâtre, juteuse, sucrée, acidulée[1].

### Arbre
Culture : l'arbre est vigoureux, rustique et très fertile, à rameaux longs de moyenne force, dressés ou légèrement recourbés, d'un marron clair rougeâtre, duveté de gris, lenticelles petites.

Sa place est au verger en plein vent où il produit abondamment pour la culture intensive, en petites formes pour la culture d'amateur.

Époque de floraison : moyenne saison.

Fruit d'amateur et de commerce.

## Origine
Ce cultivar est né en 1869, en France, d'un semis de Grand Alexandre, obtenu par M. Rémi, père, à Pontoise.

## Parenté
Grand Alexandre.

## Pollinisation
- Groupe de floraison : C[3].
- S-génotype : S4S43 [4]
- Pollinisateurs : ?

## Maladies
- Tavelure : ?
- Mildiou : ?
- Feu bactérien : ?
- Rouille : ?
- Pucerons : ?

## Culture
- Vigueur du cultivar : ?
- Maturité : janvier
- Conservation : 5 mois